# Витулацио (Казерта)
Витулацио (итал. Vitulazio) је насеље у Италији у округу Казерта, региону Кампанија.
Према процени из 2011. у насељу је живело 6550 становника. Насеље се налази на надморској висини од 60 м.

## Становништво
| 1931. | 1936. | 1951. | 1961. | 1971. | 1981. | 1991. | 2001. | 2011. |
| ----- | ----- | ----- | ----- | ----- | ----- | ----- | ----- | ----- |
| 2.786 | 2.962 | 3.356 | 3.328 | 3.754 | 4.473 | 5.234 | 5.443 | 7.020 |